# Charles Hanrahan
Pas d'image ? Cliquez ici

b Matchs officiels uniquement.
Dernière mise à jour le 26 juin 2023.
Charles J. Hanrahan, de date de naissance inconnue et mort le 28 février 1969 à Cork, est un ancien joueur de rugby à XV qui a évolué avec l'équipe d'Irlande au poste de pilier. 

## Carrière
Il a disputé son premier match international le 27 février 1926 contre l'équipe d'Écosse. Son dernier  match fut contre l'équipe du pays de Galles le 12 mars 1932. Charles Hanrahan a remporté le Tournoi des Cinq Nations de 1926 et celui de 1927. 

## Palmarès
- Vainqueur du Tournoi britannique en 1932
- Vainqueur du Tournoi des Cinq Nations en 1926 et 1927

## Statistiques en équipe nationale
- 20 sélections en équipe nationale
- 3 points (1 essai)
- Sélections par années : 2 en 1926, 4 en 1927, 4 en 1928, 3 en 1929, 4 en 1930, 1 en 1931, 2 en 1932
- Tournois des Cinq Nations disputés: 1926, 1927, 1928, 1929, 1930, 1931 et 1932